# أربيان أسود القدم
أربيان أسود القدم (الاسم العلمي: Anthemis melampodina) هو نوع نباتي يتبع جنس الأربيان من الفصيلة النجمية.

## الموئل والانتشار
الموئل والانتشار في بلاد الشام.